# XII Liceum Ogólnokształcące im. Stanisława Wyspiańskiego w Łodzi
XII Liceum Ogólnokształcące im. Stanisława Wyspiańskiego w Łodzi – szkoła ponadpodstawowa w Łodzi.

## Historia
Liceum wywodzi swoje początki od pierwszej polskiej szkoły dla dziewcząt w Łodzi, która powstała w 1863 lub 1867 r. jednak bezpośredni związek między tą szkołą a obecnym liceum jest sprawą kontrowersyjną. Żeńska szkoła polska w Łodzi kilkukrotnie zmieniała właściciela i siedzibę, okresowo nie funkcjonowała też wcale. Pierwsze świadectwa dojrzałości rozpoczęto w tej szkole wydawać w 1920 r, zaś dopiero w 1928 r. otrzymała ona oficjalny status gimnazjum i od tej pory aż do wybuchu II wojny światowej była znana jako Prywatne Gimnazjum Żeńskie w Łodzi.
Po II wojnie światowej została reaktywowana jako XVI Państwowe Gimnazjum i Liceum Żeńskie w Łodzi. W 1951 r. kontrolę nad tą szkołą przejęło Towarzystwo Przyjaciół Dzieci i przekształciło w XII Ogólnokształcącą Szkołę TPD Stopnia Podstawowego i Licealnego. Od roku 1959 patronem szkoły jest Stanisław Wyspiański.
W 1965 r. szkołę podstawową oddzielono od liceum i właściwie dopiero od tego momentu datuje się rzeczywiste powstanie XII Liceum Ogólnokształcącego w Łodzi. Liceum to było do 1967 r. szkołą wyłącznie dla dziewcząt. Dopiero w 1967 r. wprowadzono pierwsze klasy koedukacyjne. Od 1979 r. szkoła funkcjonuje w obecnej siedzibie, poprzednio mieściła się w budynku przy ulicy Sterlinga 24. W roku 1999 szkoła zajęła 2 miejsce w rankingu łódzkich szkół średnich organizowanym przez Gazetę Wyborczą i 34 miejsce w ogólnopolskim rankingu czasopisma Perspektywy.

## Dyrektorzy
- 1935–1939 i 1945–1958 – Tadeusz Czapczyński
- 1958–1977 – Genowefa Jankowska
- 1977–1980 – Janusz Kępczyński
- 1980–1982 – Lucyna Gulazdowska
- 1982–1990 – Wiesława Wasilewska
- 1990–2007 – Halina Wróblewska
- 2007–2018 – Tomasz Derecki
- od 2019 – Dorota Basny